# Giuliano Traballesi

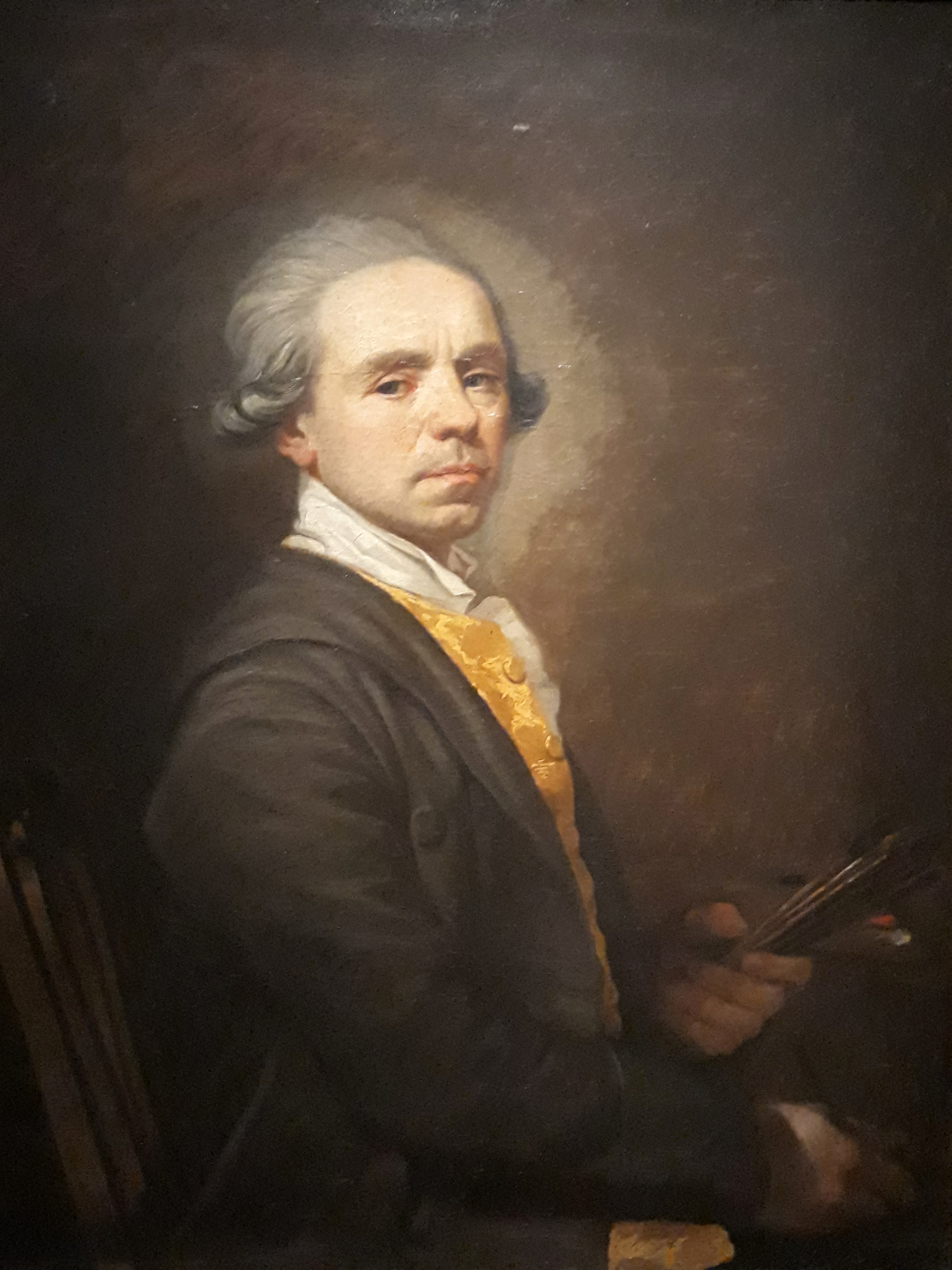
Autoritratto di Giuliano Traballesi, 1780 ca. (Olio su tela, 95 × 73 cm) Milano, Pinacoteca di Brera

Giuliano Traballesi (Firenze, 2 novembre 1727 – Milano, 14 novembre 1812) è stato un pittore e incisore italiano.

## Biografia
Giuliano (o Giulio) Traballesi dopo aver vinto un premio all'Accademia di Parma nel 1764, cominciò a lavorare come pittore affreschista nelle città di Livorno, Pisa e Firenze. Nel 1775 fu chiamato a Milano, ad insegnare nell'Accademia di Brera appena fondata, e a collaborare alle decorazioni nel palazzo di corte, nella villa Imperiale di Monza e in molti palazzi nobiliari, con composizioni di grande vivacità, ispirate alla pittura scenografica del Settecento, e una particolare maestria per i finti bassorilievi in chiaroscuro. Come incisore realizzò alcuni ritratti degli illustri fiorentini, insieme a Giuseppe Allegrini e altri. A Bologna copiò le opere dei maestri, che incise tra il 1796 e il 1812, pubblicando la raccolta dei XXII quadri dei maestri eccellenti specialmente bolognesi, riproduzione di opere famose tra le quali: 
- Comunione di san Girolamo di Agostino Carracci;
- Santi Eligio e Petronio presso la Vergine e la Conversione di san Paolo di Ludovico Carracci;
- Circoncisione di Guido Reni;
- Comunione di santa Caterina di Giacomo Cavedone.